# Osvaldo Lay
Osvaldo Rafael Lay Ayala (ur. 28 marca 2003 w San Miguelito) – panamski piłkarz występujący na pozycji defensywnego pomocnika lub środkowego obrońcy, od 2025 roku zawodnik amerykańskiego AV Alta.